# La Vouivre (film)
Pour les articles homonymes, voir Vouivre (homonymie).
Pour plus de détails, voir Fiche technique et Distribution.
La Vouivre est un film français réalisé par Georges Wilson en 1989.
Il s'agit d'une adaptation du roman La Vouivre de Marcel Aymé, paru en 1943.

## Synopsis
1919. Arsène Muselier, jeune paysan disparu à la guerre, réapparaît un jour au village au grand étonnement de tous. Mais une autre nouvelle met le village en émoi, l'apparition de « la Vouivre », la folle des eaux qui, dit-on, est revenue avec son diamant pour tenter les hommes. Arsène va tenter de percer le mystère de cette étrange créature.

## Fiche technique
- Titre : La Vouivre
- Réalisation : Georges Wilson
- Scénario : d'après le roman La Vouivre de Marcel Aymé
- Musique : Vladimir Cosma
- Photographie : André Neau
- Son : Eric Devulder , François Gédigier
- Décors : Jacques Dugied
- Production : Alain Poiré, Jean-Pierre Gallo
- Pays d'origine :  France
- Budget : 80 millions de francs
- Genre : drame
- Durée : 102 minutes
- Dates de sortie : 
  - France : 11 janvier 1989

## Distribution
- Lambert Wilson : Arsène Muselier
- Jean Carmet : Requiem
- Suzanne Flon : Louise Muselier
- Jacques Dufilho : Urbain
- Macha Méril : la Robidet
- Anne-Marie Pisani : Emilie
- Kathie Kriegel : Germaine
- Jean-Jacques Moreau : Victor Muselier
- Pierre Vial : le père Mindeur
- Paola Lanzi : Belette
- Laurence Treil : la Vouivre
- Bruno Abraham-Kremer : le curé
- Laurence Masliah : Juliette
- Catherine Artigala : Rose Voiturier

## Tournage
Le film a été tourné dans le Berry, avec de nombreux plans, en extérieur, dans le village de Saint-Benoît-du-Sault.

## Distinctions
- Suzanne Flon obtient le César de la meilleure actrice dans un second rôle en 1990.